# Novodruzhesk
Novodruzhesk (em ucraniano:  Новодружеськ, em russo:  Новодружеск) é uma cidade da Ucrânia, situada no Oblast de Luhansk. Tem 14 km² de área e sua população em 2020 foi estimada em 7.049 habitantes.